# Symitha ferrugana
Symitha ferrugana är en fjärilsart som beskrevs av Fletcher 1957. Symitha ferrugana ingår i släktet Symitha och familjen trågspinnare. Inga underarter finns listade i Catalogue of Life.